# Camino (Oderzo)
Camino is een plaats (frazione) in de Italiaanse gemeente Oderzo, provincie Treviso.